# Le Val-David
Le Val-David är en kommun i departementet Eure i regionen Normandie i norra Frankrike. Kommunen ligger i kantonen Évreux-Est som tillhör arrondissementet Évreux. År 2022 hade Le Val-David 672 invånare.

## Befolkningsutveckling
Antalet invånare i kommunen Le Val-David
Referens:INSEE